# Bodrogközy György
Bodrogközy György (Vid, 1924. április 12. – 2010. április 28.) botanikus, a biológia tudományok kandidátusa, aranydiplomás nyugalmazott egyetemi docens. Botanikai szakmunkákban nevének rövidítése: „Bodrogk”.

## Életrajza
1924. április 12-én született Veszprém vármegyében, Viden. Bodrogközy Lajos kántor-tanító, iskolaigazgató és Horváth Katalin tanítónő gyermekeként. Neje: Kevei Klára vegyésztechnikus; gyermekei: Eszter 1963, Gábor 1965
Az Elemi Népiskolát 1930-35 között végezte Viden, majd 1935-1936-ban Pápán, a Bencés Gimnáziumban, 1936-1943 között Szegeden a Piarista Gimnáziumban, 1943-1949 között a Szegedi Tudományegyetem TTK természetrajz - földrajz szakán tanult. Tanulmányúton járt Bulgáriában 1972-ben, Jugoszláviában 1973-ban.
A Szegedi Tudományegyetem TTK Növénytani Tanszéken gyakornok (1945-46), demonstrátor (1949), tanársegéd (1950-62), egyetemi doktor (1961), a biológiai tudományok kandidátusa (1979), a JATE Növénytani tanszék docense 1980-1989. Biológia - kémia, biológia - földrajz, és gyógyszerész nappali és levelező hallgatók elméleti és gyakorlati képzése, terepgyakorlatok vezetése. (1945-1989)
Részt vett a Nemzetközi Tiszavölgy-kutató munkacsoport szervezési és vezetési munkáiban, eredményekről a Tiscia c. nemzetközi szakfolyóiratban jelentek meg tanulmányok.
Kutató munkájának eredményeként 78 főleg idegen nyelvű tanulmánya jelent meg. Nyugdíjazása után 1989-1996 között az Ökológiai Tanszéken folytatta a Tisza-völgy kutató munkát. 
Kutatási területe: fito-cönoszisztematika, fito-hydrosynökologia. 1951-től tagja a Magyar Biológiai Társaságnak, 1971-től a Die Vereinigung für Vegetations - kunde-nak.

## Főbb publikációi
- Phytozönologische und bodenökologische Untersuchungen an der Supfwiesen im Süden des Gebietes Kiskunság (Klein-Kumanien)- Acta Bot. Hung. 1960
- Ecology of the halophilic vegetation of the Pannonicum 5. Results of the investigation of the -Fehértó- of Orosháza - Acta Bot. Hung. 1965
- Results of investigation of an experiments aiming at the development of biological defence and proguctivity of grass associations on the damin the environment of Szeged - Tiscia 1968
- Effect of lasing foods on the species compositio and organic-matter production of the marshy meadow-lands in the floodplaints of the Tisza (Horváth Imrével) - Tiscia 1979
- ydroecology of the vegetation of sandy forest-steppe character in the emlékerdő of Ásotthalom -Acta Biologica Szeged 1982
- Then-year changes in community structure. Soil and hydroecological conditions of the vegetation in the protecion area at Mártély/S. Hungary - Tiscia 1982
- The effect of precipitation maximus on the species synthesis of the agrophytocenoses of the sand ridge between the Danube and Tisza - Acta Biologica Szeged 1983
- Hidroecology of the plant communities at Middle Tisza - valley I.Agropyro-Ruminicon - Tiscia 1985
- A kiskunsági védett terület gyeptakarójának környezetvédelmi gondjai 1. Apajpuszta - Biotechnológia és környezetvédelem ma és holnap 1989
- Das Leben der Tisza 13. Ökologische Untersuchungen der Mähwiesen und Weiden der Mittel-Theiss - Phyton 1991

## Könyvei
- A Tiszavölgy kutatás programjának eredményei 1952-1987
- Csongrád megye természetvédelme 1987
- A Tiszavölgy hullámterének ökológiai rendszere 1988-1990

## Főbb szakmai eredményei
- A Tisza-hullámtér vegetáció térképei.(Munkatársakkal), A feldolgozott fitocönózisok és talajszelvényei víztartalom kation és anion összetételének változása, és az egyes fajkomponensek változása közötti összefüggés megállapítása (Dr. Bodrogközyné közreműködésével)

## Kitüntetései
- Kiváló munkáért (1959)
- József Attila bronzplakett (1975)
- Aranydiploma (2001)